# Gustaf Adolf Eklund
Gustaf Adolf Eklund i riksdagen kallad Eklund i Fällersta, född 13 juli 1868 i Gällersta, död där 1 augusti 1919, var en svensk lantbrukare och politiker (liberal). 
Gustaf Adolf Eklund, som kom från en bondesläkt, var lantbrukare i Fällersta i Gällersta. Han var riksdagsledamot i andra kammaren från vårsessionen 1914 till den 19 mars 1919 för Örebro läns södra valkrets. Som kandidat för Frisinnade landsföreningen tillhörde han dess riksdagsgrupp Liberala samlingspartiet. Han var bland annat ledamot i andra kammarens första tillfälliga utskott 1918. Eklund är begravd på Gällersta kyrkogård.